# الرياض (حجر)

'

تعديل مصدري - تعديل

الرياض هي إحدى قرى عزلة الجول بمديرية حجر التابعة لمحافظة حضرموت، بلغ تعداد سكانها 391 نسمة حسب تعداد اليمن لعام 2004.